# Matevž Tomšič
Matevž Tomšič (r. 1969), slovenski publicist in predavatelj
Objavljal je kolumne na spletnem portalu siol.net. Bil je član programskega sveta RTV. Je komentator na Nova24TV. Junija 2018 je postal predsednik Združenja novinarjev in publicistov (ZNP).

### Študij, raziskovalno in predavateljsko delo
Diplomo (1996), magisterij (1999) in doktorat (2002) iz sociologije je pridobil na Fakulteti za družbene vede v Ljubljani. Delal je na Centru za teoretsko sociologijo te fakultete.
Na Fakulteti za družbene vede v Ljubljani je do leta 2008 predaval na Oddelku za kulturologijo. Istega leta se je zaposlil na Fakulteti za uporabne družbene študije v Novi Gorici, kjer je bil med letoma 2008 in 2011 dekan, zdaj pa je prodekan za mednarodno sodelovanje.
Raziskovalno in pedagoško deluje tudi na Fakulteti za informacijske študije v Novem mestu, Doba Fakulteti v Mariboru in na Fakulteti za medije v Ljubljani, kjer je član senata.

### Kritike
Bil je označen za anonimneža, katerega kariera komentatorja in raziskovalca se je razcvetela zaradi prihoda »prave« oblasti. Očitano mu je bilo, da je novogoriška Fakulteta za uporabne družbene študije, ki jo je s somišljeniki ustanovil pod mentorstvom »univerzitetnega tajkuna« Petra Jambreka, klon Fakultete za družbene vede v Ljubljani, kjer je prej delal.
Anonimno je pisal za brezplačnik Ekspres. Bil je somentor proticepilske doktorske disertacije Mateje Černič.

## Nagrade in priznanja

### Jurčičeva nagrada
- 2013[14]